# Knooppunt De Liemers
Knooppunt De Liemers is een gepland half sterknooppunt, ongeveer tussen Duiven en Zevenaar in. Het is geprojecteerd als schakel tussen de A12 en het nog aan te leggen deel van de A15 (tussen Bemmel en de A12). Indien het tracébesluit (dat maart 2017 getekend werd) in de tweede helft van 2020 langs de Raad van State komt, kan mogelijk met de bouw begonnen worden. De naam van het toekomstige knooppunt is afgeleid van de streek Liemers, waar het kunstwerk voorzien is. Eerder werd door Rijkwaterstaat de naam Knooppunt Oudbroeken gebruikt (Oudbroeken is de naam van een nabijgelegen gebied).

## Richtingen knooppunt
| Aansluitende wegen                            | Aansluitende wegen | Aansluitende wegen | Aansluitende wegen | Aansluitende wegen                          |
| --------------------------------------------- | ------------------ | ------------------ | ------------------ | ------------------------------------------- |
| richting Duiven / Arnhem / Utrecht / Den Haag |                    |                    |                    |                                             |
|                                               |                    |                    |                    |                                             |
|                                               |                    |                    |                    |                                             |
|                                               |                    |                    |                    |                                             |
| richting Bemmel / Nijmegen / Rotterdam        |                    |                    |                    | richting Doetinchem / Zevenaar / Oberhausen |

Almere · Amstel · Arnestein · Assen · Azelo · Badhoevedorp · Bankhoef · Batadorp · Beekbergen · Benelux · Beverwijk · Bodegraven ·  Boterdiep ·  Buren · Burgerveen · Coenplein · De Baars · De Hoek · De Hogt · De Nieuwe Meer · De Poel · De Punt · De Stok · Deil · Diemen · Drachten · Drie Klauwen · Eemnes · Ekkersweijer · Emmeloord · Empel · Euvelgunne · Everdingen · Ewijk · Galder · Gooimeer · Gorinchem · Gouwe · Grijsoord · Hattemerbroek · Heerenveen · Hellegatsplein · Het Vonderen · Hintham · Hoevelaken · Hofvliet · Holendrecht · Holsloot · Hoogeveen · Hooipolder · IJmuiden (niet officieel) · Joure · Julianaplein · Kerensheide · Kethelplein · Klaverpolder · Kleinpolderplein · Kooimeer · Kruisdonk · Kunderberg · Lankhorst · Leenderheide · Lunetten · Maanderbroek · Markiezaat · Muiderberg · Neerbosch · Noordhoek · Ommedijk · Oud-Dijk · Oudenrijn · Paalgraven · Princeville · Prins Clausplein · Raasdorp ·  Reitdiep ·  Ressen · Ridderkerk · Rijkevoort · Rijnsweerd · Rottepolderplein · Rozenburg · Sabina · Sint-Annabosch · Stelleplas · Slufter · Ten Esschen · Terbregseplein · Tiglia · Vaanplein · Valburg · Velperbroek · Velsen · Vlaardingen · Vught · Waterberg · Watergraafsmeer · Werpsterhoek · Westerlee · Ypenburg · Zaandam · Zaarderheiken · Zonzeel · Zoomland · Zuidbroek · Zurich

Geplande knooppunten:
De Liemers · Zestienhoven

Voormalige knooppunten:
Bocholtz · Ekkersrijt · Europaplein (Groningen) · Europaplein (Maastricht) · Lindenholt